# Seungri
Đây là một tên người Triều Tiên, họ là Lee.
Lee Seung-hyun (tiếng Hàn: 이승현; Hanja: 李昇炫; Hán-Việt: Lý Thăng Huyễn, sinh ngày 12 tháng 12 năm 1990), thường được biết đến với nghệ danh Seungri (tiếng Hàn: 승리, Hán Việt: Thắng Lợi) hay V.I (viết tắt của "VICTORY" khi hoạt động tại Nhật), là một nam ca sĩ, nhạc sĩ, diễn viên, nhà sản xuất âm nhạc và doanh nhân người Hàn Quốc, từng là thành viên của nhóm nhạc nam Big Bang do YG Entertainment thành lập và quản lý. Với bài hát solo đầu tiên "Strong Baby" thuộc album phòng thu thứ hai Remember (2008) của nhóm, Seungri, vốn được biết đến như thành viên nhỏ tuổi nhất của Big Bang, lột xác với hình ảnh trưởng thành nam tính của mình.
Đầu năm 2011, Seungri phát hành mini album solo đầu tiên mang tên V.V.I.P, xếp hạng 7 trên Gaon Album Chart và tiêu thụ được hơn 50.000 bản. Mini album thứ hai Let's Talk About Love (2013) thậm chí thành công hơn với lượng tiêu thụ hơn 80.000 bản. Bài hát "Gotta Talk To U" (Tiếng Hàn: 할말 있어요; Romaja: Halmal Isseoyo) xếp hạng 3 trên Gaon Chart và nhận được đề cử ở hạng mục "Màn trình diễn Dance xuất sắc nhất dành cho nghệ sĩ nam solo" tại lễ trao giải Mnet Asian Music Awards lần thứ 15 năm 2013. Mini album này sau đó được tái phát hành ở Nhật Bản dưới dạng album phòng thu bản tiếng Nhật, bao gồm cả "Strong Baby" và các bài hát thuộc mini album V.V.I.P (2011) trước đó.
Seungri cũng bắt đầu sự nghiệp diễn xuất của mình với tác phẩm đầu tiên là vở nhạc kịch Sonagi (2008) trước khi xuất hiện trong các 2 bộ phim điện ảnh Nineteen (Tuổi 19) (2009) cùng thành viên cùng nhóm T.O.P và Why Did You Come To My House? (Tại sao đến nhà tôi?) (2009). Ngoài ra, anh còn góp mặt trong lĩnh vực phim truyền hình với vai nghi phạm Kim Yong Dong trong loạt phim trinh thám nổi tiếng Nhật Bản Kindaichi Shonen no Jikenbo (2013) của Nihon TV và vai nhân viên cứu hộ người Mỹ gốc Hàn điển trai Teddy Seo trong phim truyền hình Hàn Quốc Angel Eyes (Đôi mắt thiên thần) (2014) cùng Gu Hye-seon của đài SBS.
Ngoài sự nghiệp âm nhạc, Seungri có cơ hội thể hiện tài năng của mình trong lĩnh vực kinh doanh bao gồm việc thành lập học viện, hãng thu âm, sở hữu các quán bar và nhượng quyền thương mại chuỗi nhà hàng mì Aori Ramen, cũng như đầu tư vào các doanh nghiệp khác. Ngày 11 tháng 3 năm 2019, Seungri đã rút lui khỏi ngành công nghiệp giải trí trong bối cảnh hàng loạt những cáo buộc nhắm vào anh liên quan đến đường dây cung cấp gái mại dâm vào năm 2015. Sau 18 tháng tù giam, anh được trả tự do vào ngày 9 tháng 2 năm 2023.

## Tiểu sử

### Trước khi ra mắt: Lee Seung-hyun
Trước khi gia nhập Big Bang, Lee Seung-hyun là thủ lĩnh nhóm nhảy "II Hwa" ở quê nhà Gwangju. Seung-hyun đã cùng nhóm trình diễn trong các chương trình, sự kiện lớn được tổ chức tại thành phố từ tháng 8 năm 2003 cho đến tháng 1 năm 2005. Anh lần đầu xuất hiện trên truyền hình trong chương trình thực tế của Mnet Let's Coke Play! Battle Shinhwa vào mùa hè năm 2005, nơi nhóm nhạc thần tượng Shinhwa tìm kiếm 1 thành viên cho nhóm nhạc rất có thể sẽ là "Shinhwa thứ hai" trong tương lai. Mặc dù được đánh giá cao nhờ khả năng vũ đạo, anh vẫn bị loại ở tập thứ 9 sau hai tháng. Seung-hyun lần đầu phải trải qua khoảng thời gian khó khăn cả về thể chất lẫn tinh thần với việc di chuyển liên tục giữa Gwangju và Seoul cùng với những hoài nghi từ phía bạn bè và giáo viên. Seung-hyun may mắn được Park Dae Hong, giám đốc một học viện tại Gwangju liên hệ với mong muốn giúp Seung-hyun phát huy tài năng của bản thân. Đây cũng là học viện mà Seungri đầu tư sau này cùng với sự biết ơn và mong muốn nâng đỡ nhiều tài năng trẻ tại Gwangju. Với các kĩ năng dần cải thiện, Seung-hyun được hãng thu âm YG Entertainment chiêu mộ và tham gia vào dự án nhóm nhạc nam Big Bang, giới thiệu với công chúng thông qua 11 tập phim tài liệu BIGBANG's Documentary cùng 5 thành viên khác là: G-Dragon, Taeyang, T.O.P, Daesung và Hyun-seung. Anh được gọi là Seung-hyun nhỏ để phân biệt với thành viên cùng tên T.O.P (Choi Seung-hyun) và gây ấn tượng khi dẫn dắt đội mình (Seungri, Taeyang, T.O.P) chiến thắng đội G-Dragon (G-Dragon, Daesung, Hyun-seung) ở phần thi nhảy trong tập 5. Seung-hyun và Hyun-seung bị loại trong tập 9. Chủ tịch Yang Hyun-suk nhận xét: "Xét về khía cạnh một ca sĩ, thầy nhận thấy tài năng nhảy của em còn tốt hơn nhiều. Vì vậy thầy chỉ muốn em trau dồi khả năng ca hát của mình cho tốt. Đúng không em?". Cậu bé 15 tuổi Lee Seung-hyun không rơi một giọt nước mắt, cố gắng luyện tập không ngừng và biểu diễn bài hát ballad sâu lắng "Haru Haru" của Tashannie để giành lấy 10% cơ hội cuối cùng tham gia vào Big Bang. Giọng hát tha thiết đầy cảm xúc của Seung-hyun thật sự làm chủ tịch Yang Hyun-suk ấn tượng "Tôi đã không biết Seung-hyun nhỏ có thể hát tốt đến như vậy". Qua nhiều thăng trầm, Lee Seung-hyun chính thức trở thành SeungRi, một trong năm mảnh ghép của Big Bang cùng với G-Dragon, Taeyang, T.O.P và Daesung.

### 2006-2007: Trở thành BIGBANG Seungri
Seungri chính thức ra mắt với đội hình Big Bang 5 thành viên vào ngày 19 tháng 8 năm 2006 trong buổi hòa nhạc kỉ niệm 10 năm thành lập YG Family tại sân vận động Olympic Park, thủ đô Seoul. Anh cùng các thành viên có buổi gặp gỡ đầu tiên với khoảng 3000 fan hâm mộ tổ chức tại toà nhà Kyobo vào ngày 2/09/2006.
Ngày 22/12/2006, album phòng thu đầu tiên của nhóm Bigbang Vol.1 - Since 2007 chính thức được phát hành. Album có tổng cộng 11 bài hát bao gồm cả ca khúc solo đầu tiên của Seungri - "Nexy Day" (tiếng Hàn Quốc: 다음날; Romaja: Daeum Nal). Mặc dù album đạt được những thành công nhất định, song Big Bang thực sự bùng nổ khi ca khúc "Lies" (tiếng Hàn Quốc: 거짓말; Romaja: Geojitmal) trong mini album Always (2007) trở thành hiện tượng. Bài hát được công chúng đón nhận và lập kỉ lục đứng đầu bảng xếp hạng trong bảy tuần liên tiếp. Các đĩa đơn ra mắt sau đó: "Last Farewell" (tiếng Hàn Quốc: 마지막 인사; Romaja: Majimak Insa) từ mini album Hot Issue (2007) và "Day by Day" (tiếng Hàn Quốc: 하루하루; Romaja: Haru Haru) trong mini album Stand Up (2008) nối tiếp thành công của "Lies", khẳng định thực lực và vị thế của Big Bang khi lần lượt đứng đầu các bảng xếp hạng. Bản thân Seungri có cơ hội chứng minh và trau dồi kĩ năng vũ đạo qua những cuộc so tài với thành viên cùng nhóm Taeyang, Super Junior Eunhyuk, TVXQ Yunho và SHINee Taemin. Anh đóng góp phần lớn trong việc sáng tạo vũ đạo cho các bài hát của Big Bang.

### 2008-2010: Phát triển sự nghiệp solo và sự nghiệp diễn xuất
Từ năm 2008, các thành viên Big Bang bắt đầu có các hoạt động cá nhân độc lập với nhóm. Seungri trở thành thành viên đầu tiên của Big Bang tham gia vào lĩnh vực nhạc kịch. Hai vở nhạc kịch anh đã tham gia là Sonagi (2008) và Shouting (2009) (cùng một thành viên Big Bang khác là Daesung). Seungri cũng là MC cho chương trình âm nhạc Show! Music Core của đài MBC cùng Daesung và nữ ca sĩ Sol Bi từ tháng 5/2008 đến 03/2009.
Cũng trong khoảng thời gian này, Big Bang tiến hành thu âm và phát hành album phòng thu thứ hai Remember (2008) với bài hát chủ đề "Sunset Glow" (Tiếng Hàn: 붉은노을; Romaja: Byulkeun Noeul), bản gốc của Lee Moon Sae, và "Strong Baby" - bài hát solo thứ hai của Seungri, do trưởng nhóm G-Dragon viết lời. Với mong muốn thoát khỏi hình ảnh "em út" của Big Bang, Seungri đã thể hiện hình ảnh trưởng thành của mình trong quá trình quảng bá cho "Strong Baby" cùng vũ đạo vỗ tay đặc trưng. Bài hát thắng 3 tuần liên tiếp và đạt Triple Crown trên show âm nhạc Inkigayo của đài SBS.
Sau khi hoàn thành các hoạt động quảng bá cho album Remember cùng các thành viên Big Bang, Seungri lấn sân diễn xuất với vai diễn Park Ji-min - tình đầu của nữ chính Su-kang (Kang Hye Jung) trong bộ phim điện ảnh Why Did You Come To My House? (Tại sao đến nhà tôi?) (04/2009), và sau đó là vai chính Min-seo trong Nineteen (Tuổi 19) (11/2009) bên cạnh thành viên cùng nhóm T.O.P và nữ diễn viên Heo Yi Jae. Bộ phim thứ hai công chiếu vào ngày 12 tháng 11 năm 2009.

### 2011-2012:V.V.I.Pvà các hoạt động tại Nhật Bản

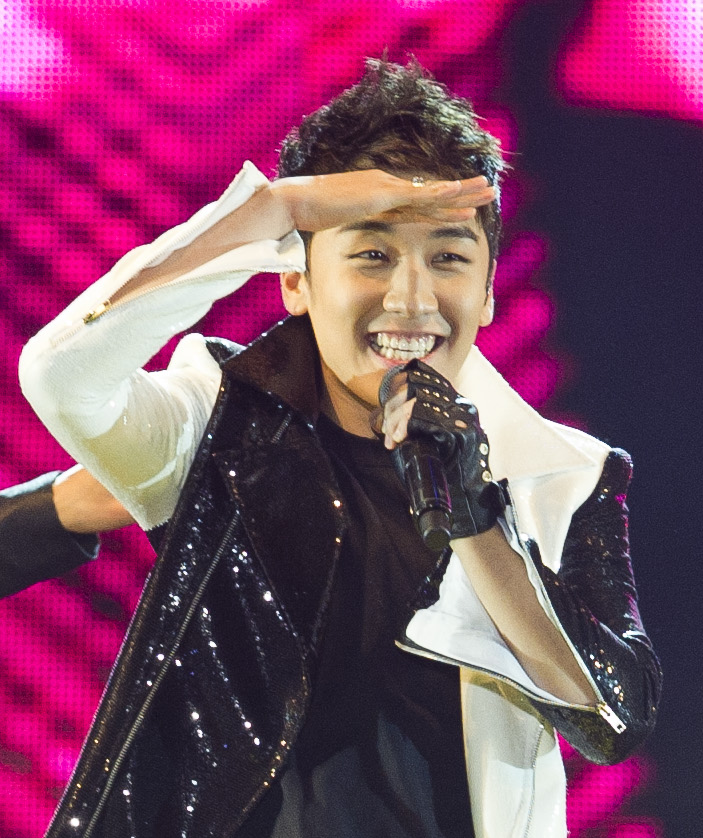
Seungri biểu diễn vào năm 2011

Seungri phát hành mini album solo đầu tiên mang tên V.V.I.P, vào ngày 20 tháng 1 năm 2011. Để quảng bá cho album, Seungri tung ra các video âm nhạc trên YouTube cho hai ca khúc chủ đạo "V.V.I.P" và "What Can I Do" (tiếng Hàn Quốc: 어쩌라고; Romaja: "Eojjeorago"). Anh tham gia tích cực vào quá trình sản xuất album khi soạn nhạc và viết lời cho sáu trong số bảy bài hát. Các bài hát "V.V.I.P" và "What Can I Do" đứng đầu ba tuần liên tiếp trên M! Countdown. Tuy nhiên khoảng thời gian quảng bá của album diễn ra khá ngắn khi anh phải cùng Big Bang tập trung cho mini album thứ tư Tonight đánh dấu sự trở lại của nhóm tại Hàn Quốc.
Vào tháng 7 năm 2012 Seungri bắt đầu các hoạt động quảng bá đầu tiên tại Nhật khi xuất hiện trong các chương trình truyền hình như "Yoshimoto Jounetsu Comedy", "Run for Money",... của Yomiuri TV. Anh cũng được chọn làm MC đặc biệt trong chương trình Sakigake! Ongaku Banzuke Eight của Fuji TV. Trong chương trình này, anh tham gia phỏng vấn các ngôi sao như Oguri Shun, Akira của Exile, Takimoto Miori, Emi Takei, Perfume, ca sĩ đàn anh cùng hãng đĩa, Se7en cũng như chính các thành viên của Big Bang. Vào ngày 27 tháng 8 năm 2012, anh tổ chức buổi gặp gỡ người hâm mộ đầu tiên tại Tokyo. Daesung cũng tham gia ủng hộ Seungri khi xuất hiện trến sân khấu để trình diễn bài hát "Fantastic Baby" với anh. Sau đó anh tiếp tục tổ chức một buổi gặp gỡ khác tại Osaka vào ngày 9/9/2012.
Vào ngày 1 tháng 9 năm 2012, Seungri thông báo sẽ xuất hiện trong phim truyền hình đặc biệt "Kindaichi Shonen no Jikenbo - Hongkong Kowloon Treasure Murder Case" nhân kỉ niệm 60 năm thành lập công ty Nippon Television. Tham gia cùng anh còn có Arioka Daiki và Yamada Ryosuke của Hey! Say! JUMP, nữ diễn viên Đài Loan Từ Nhược Tuyên, cựu thành viên Ngô Tôn của nhóm nhạc thần tượng Đài Loan Fahrenheit, diễn viên và MC Hồng Kông Tăng Chí Vĩ, Kawaguchi Haruna và Kenta Kiritani. Bộ phim công chiếu ngày 12 tháng 1 năm 2013 và giành giải "Best Drama SP (Excellence Awards)" tại Tokyo Drama Awards 2013.

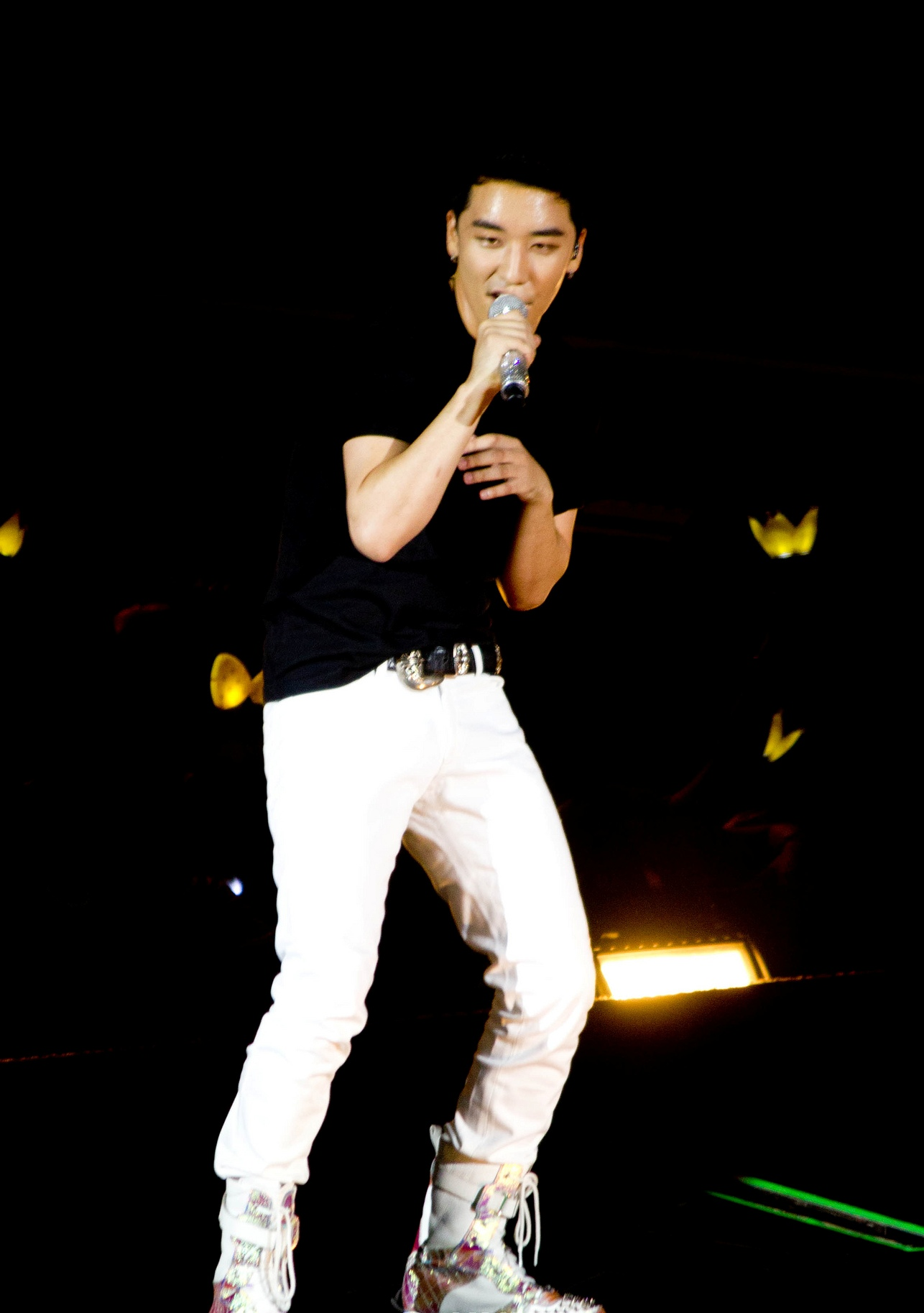
Seungri biểu diễn tại Alive Galaxy Tour 2012

### 2013-2014:Let's Talk About Love
Vào ngày 28 tháng 3 năm 2013. YG Entertainment thông báo Seungri đang ghi âm mini album thứ hai mang tên Let's Talk About Love sẽ được phát hành vào ngày 19 tháng 8 năm 2013 với ca khúc chủ đề "Gotta Talk To U" (tiếng Hàn Quốc: 할말 있어요; Romaja: Hal Mal Isseoyo). Album cũng sẽ được quảng bá tại Hàn Quốc cho tới cuối tháng 9. Anh cũng phát hành album tiếng Nhật đầu tiên vào ngày 9 tháng 10 năm 2013 bao gồm các bài hát trong Let's Talk About Love cũng như các bài hát trong mini album đầu tiên, V.V.I.P, tất cả đều được thu âm bằng tiếng Nhật. Album cũng bao gồm ca khúc mang tên "Sora ni Egaku Omoi" (空に描く思い; Tạm dịch: "Những cảm xúc được vẽ trên nền trời"). Ca khúc này được sử dụng làm bài hát cho bộ phim truyền hình trên điện thoại UULA của Nhật Bản Yubikoi ～Kimini Okuru Message～ mà anh tham gia diễn xuất. Đây là phim truyền hình Nhật thứ hai mà anh góp mặt.
Vào ngày 27 tháng 9 năm 2013, Seungri tham gia dẫn chương trình Popular Women 100 trên kênh Fuji TV cùng Hiroshi Yamazaki. Anh trở thành người nước ngoài nổi tiếng đầu tiên có vinh dự dẫn một chương trình truyền hình cáp tại Nhật Bản.
Vào ngày 28 tháng 2 năm 2014, YG Entertainment thông báo Seungri sẽ góp mặt trong bộ phim truyền hình cuối tuần của SBS, Đôi mắt thiên thần bên cạnh Gu Hye-seon, nữ diễn viên cũng thuộc sự quản lý của YG Entertainment. Seungri đóng vai Teddy người trở về Hàn Quốc sau khi sống tại nước ngoài với ước mơ trở thành nhân viên cứu thương 119. Teddy là một nhân vật có tính cách vui vẻ, thẳng thắn và ngây thơ, có sự nhạy cảm trong công việc cứu người và trúng sét đánh tình yêu với Park Hye Joo, em gái của nhân vật nam chính.

### 2018:The Great Seungri
Vào ngày 20 tháng 7 năm 2018, Seungri đã chính thức quay trở lại đường đua Kpop bằng sản phẩm âm nhạc mới là album "The Great Seungri" cùng MV chính thức cho ca khúc chủ đề "1, 2, 3!" sau 5 năm kể từ album solo phát hành năm 2013. Đây là một sáng tác của chính Seungri cùng với nhà sản xuất âm nhạc Teddy - cái tên quen thuộc luôn đứng sau thành công của loạt nghệ sĩ nhà YG từ xưa đến nay như Big Bang, 2NE1, Blackpink...
Cũng vào ngày 20 tháng 7, Seungri đã tiết lộ một điều ít người biết về bài chủ đề mới của anh trong một buổi phát sóng: "Đây là lần đầu tiên tôi làm việc với nhà sản xuất Teddy trong đợt solo. Teddy còn nói rằng: "Tôi muốn sáng tác một ca khúc phù hợp với Seungri." Seungri chia sẻ thêm: "Nói thật thì Rosé (Blackpink) đã thu âm "1, 2, 3!" trước nhưng bài hát này hợp với giọng nam nên tôi đã thử hát bài này. Khi tôi hát bài này lần đầu thì nó rất hợp với tôi. Đây là một ca khúc khá ấn tượng và tôi đã mang đến màu sắc riêng cho bài hát này."
Sau khi phát hành chưa đầy 1 ngày, album mới của Seungri đã đứng đầu BXH Album của iTunes tại 15 quốc gia và vùng lãnh thổ gồm Argentina, Brunei, Bulgaria, Campuchia, Estonia, Indonesia, Malaysia, México, Peru, Philippines, Saudi Arabia, Singapore, Đài Loan, Thái Lan và Việt Nam.

## Bê bối đời tư
Vào ngày 11 tháng 3 năm 2019, Seungri đã rút lui khỏi ngành giải trí do những tranh cãi về scandal đường dây cung cấp gái mại dâm, mặc dù anh nói rằng anh đã có ý định xóa tên của mình. Sau đó, YG Entertainment đã chấm dứt hợp đồng với Seungri vào ngày 13 tháng 3 năm 2019. Cuộc điều tra vẫn đang được tiến hành.
Người nổi tiếng Hàn Quốc, Jung Joon-young, cũng đã rút lui khỏi ngành công nghiệp giải trí giữa những cáo buộc rằng anh ta đã bí mật quay những lần quan hệ tình dục của chính mình, sau đó chia sẻ video với bạn bè trong các nhóm trò chuyện, bao gồm cả Seungri. Các cáo buộc nổi lên trong quá trình điều tra của cảnh sát về Seungri.
Seungri đã lên kế hoạch để nhập ngũ tại Trung tâm đào tạo quân đội Nonsan vào ngày 25 tháng 3 năm 2019, bất chấp tranh cãi hiện nay liên quan đến vụ bê bối. Sau cuộc điều tra, vào ngày 15 tháng 3, Seungri đã đưa ra yêu cầu trì hoãn nhập ngũ. Vào ngày 20 tháng 3, Cơ quan Quản lý Nhân lực Quân sự đã cho phép Seungri hoãn nhập ngũ trong thời gian ba tháng.
Vào ngày 28 tháng 3, cảnh sát đã bắt Seungri về tội phát tán hình ảnh camera ẩn trong phòng chat của nhóm. Seungri thừa nhận rằng anh đã phát tán các cảnh quay bất hợp pháp nhưng không tự mình quay các cảnh quay. Vào ngày 1 tháng 4, cảnh sát đã thêm cho Seungri một cáo buộc mới về tội tham ô. Vào ngày 25 tháng 4, đối tác kinh doanh của Seungri đã thú nhận với cảnh sát rằng anh đã cung cấp gái mại dâm cho các nhà đầu tư tiềm năng của Nhật Bản. Seungri thừa nhận đã trả tiền hóa đơn khách sạn nhưng tuyên bố anh làm điều đó vì lòng biết ơn đối với sự hiếu khách mà anh nhận được ở Nhật Bản và không biết có gái mại dâm nào tham gia. Seungri cũng đang phải đối mặt với các cáo buộc tiềm tàng về sử dụng ma túy, trốn thuế và vi phạm Đạo luật vệ sinh thực phẩm.
Vào ngày 8 tháng 5 năm 2019, cảnh sát đã yêu cầu lệnh bắt giữ Seungri về những cáo buộc rằng anh đã mua gái mại dâm cho các nhà đầu tư tiềm năng trong doanh nghiệp của mình, rút tiền từ hộp đêm Burning Sun và mua dịch vụ tình dục cho bản thân hơn ba lần. Seungri chỉ thừa nhận mua phí dịch vụ tình dục. Vào ngày 14 tháng 5, tòa án Seoul đã bác bỏ lệnh bắt giữ đối với Seungri với tội danh lén lút và biển thủ với lý do các cáo buộc vẫn còn đang tranh cãi. Vào ngày 15 tháng 5, Cảnh sát tuyên bố rằng sẽ rất khó để nộp đơn bắt giữ lần nữa và họ sẽ hoàn tất cuộc điều tra trước ngày nhập ngũ của Seungri.
Vào ngày 12 tháng 8 năm 2021, Seungri bị Tòa án quân sự của Bộ chỉ huy tác chiến mặt đất Yongin-si, Gyeonggi-do tuyên phạt 3 năm tù giam, phạt 1,1 tỷ won (hơn 21 tỷ đồng) với 9 tội danh: sử dụng dịch vụ mại dâm, môi giới mại dâm, đánh bạc, tham ô, vi phạm đạo luật về giao dịch ngoại hối, vi phạm đạo luật vệ sinh thực phẩm, tội phạm tình dục do truyền bá nội dung quay lén, hình phạt tăng nặng đối với tội phạm kinh tế cụ thể (tham ô), tội danh hành hung đặc biệt. Seungri sẽ bị giam tại Quân đoàn Cảnh sát Quân sự Sư đoàn 55. Ca sĩ có quyền kháng cáo trong vòng bảy ngày kể từ ngày nhận phán quyết. Chosun cho rằng nhiều khả năng Seungri kháng cáo. Trước đó, Viện Kiểm sát Quân sự yêu cầu mức án 5 năm tù giam và nộp phạt 20 triệu won cho chín cáo buộc. Tuy nhiên, ca sĩ chỉ thừa nhận vi phạm Đạo luật giao dịch ngoại hối, phủ nhận 8 cáo buộc còn lại.

## Danh sách đĩa nhạc

### Album
| Năm  | Tên                   | Chi tiết                                                                                      | Vị trí cao nhất | Doanh số       | Danh sách bài hát |
| Năm  | Tên                   | Chi tiết                                                                                      | Nhật            | Doanh số       | Danh sách bài hát |
| ---- | --------------------- | --------------------------------------------------------------------------------------------- | --------------- | -------------- | --- |
| 2013 | Let's Talk About Love | - Phát hành: 9 tháng 10 năm 2013 - Ngôn ngữ: Tiếng Nhật - Format: CD, DVD - Label: YGEX       | 1               | - Nhật: 19.958 | 1. INTRO [LET'S TALK ABOUT LOVE] 2. 僕を見つめて [GOTTA TALK TO U] 3. GG BE (hợp tác với Jennie Kim) 4. アイなんていらない [COME TO MY] 5. YOU HOOOO!!! 6. LOVE BOX 7. STRONG BABY (hợp tác với G-Dragon) 8. V.V.I.P 9. I KNOW (với May J.) 10. MAGIC 11. WHITE LOVE 12. WHAT CAN I DO 13. LET'S TALK ABOUT LOVE (hợp tác với G-Dragon và SOL) [Phiên bản tiếng Hàn] 14. 僕を見つめて [GOTTA TALK TO U] (Bản Hard Remix) |
| 2018 | THE GREAT SEUNGRI     | - Phát hành: 20 tháng 7 năm 2018 - Ngôn ngữ: Tiếng Hàn - Format: CD - Label: YG Entertainment |                 |                | 1. 셋 셀테니 (1, 2, 3!) 2. WHERE R U FROM (feat. MINO) 3. LOVE IS YOU (feat. Blue.D) 4. 몰라도 (MOLLADO) (feat. B.I) 5. 달콤한 거짓말 (SWEET LIE) (feat. DANNIC) 6. BE FRIEND 7. HOTLINE 8. 혼자 있는법 (ALONE) 9. GOOD LUCK TO YOU |

### EP
| Năm  | Tên                   | Chi tiết | Vị trí cao nhất | Doanh số                    | Danh sách bài hát |
| Năm  | Tên                   | Chi tiết | Hàn             | Doanh số                    | Danh sách bài hát |
| ---- | --------------------- | --- | --------------- | --------------------------- | --- |
| 2011 | V.V.I.P               | - Phát hành: 20 tháng 1 năm 2011 - Ngôn ngữ: Tiếng Hàn - Format: CD, Tải nhạc kĩ thuật số - Label: YG Entertainment | 1               | - Hàn: 44.462 - Nhật: 2.114 | 1. V.V.I.P 2. 어쩌라고 (What Can I Do) 3. 창문을 열어 (hợp tác với G-Dragon) 4. Magic 5. I Know (với IU) 6. White Love 7. Outro (In My World)"                                                                                                  |
| 2013 | Let's Talk About Love | - Phát hành: 19 tháng 8 năm 2013 - Ngôn ngữ: Tiếng Hàn - Format: CD, Tải nhạc kĩ thuật số - Label: YG Entertainment | 1               | - KOR: 77.866 - JPN: 2.854  | 1. Let's Talk About Love (hợp tác với G-Dragon & Taeyang) 2. 할말있어요 [Gotta Talk To U] 3. 지지베 [GG Be] (hợp tác với Jennie Kim) 4. 그 딴 거 없어 [Come To My] 5. You Hoooo!!! 6. Love Box 7. 할말있어요 [Gotta Talk To U] (Bản Hard Remix) |

### Đĩa đơn
| Năm  | Single                               | Vị trí cao nhất | Album                 |
| Năm  | Single                               | Hàn             | Album                 |
| ---- | ------------------------------------ | --------------- | --------------------- |
| 2006 | "Next Day" (Seungri solo)            | —               | Bigbang Vol.1         |
| 2008 | "Strong Baby" (hợp tác với G-Dragon) | —               | Remember              |
| 2011 | "What Can I Do"                      | 5               | V.V.I.P               |
| 2013 | "Gotta Talk To U"                    | 3               | Let's Talk About Love |

### DVD
- V World (2011)

## Danh sách phim

### Nhạc kịch
| Năm  | Tên                            | Vai                  |
| ---- | ------------------------------ | -------------------- |
| 2008 | Rain Shower (소나기 Sonagi)    | Dong Suk (vai chính) |
| 2009 | Shouting! (소리쳐! Sorichyeo!) |                      |

### Chương trình truyền hình
| Năm       | Kênh         | Tên                                 | Tập     | Vai trò          | Cùng với |
| --------- | ------------ | ----------------------------------- | ------- | ---------------- | --- |
| 2008      | SBS          | Intimate Note                       | 1-2     | Khách mời        | Big Bang |
| 2008-2009 | MBC          | Show! Music Core                    |         | Dẫn chương trình | Daesung |
| 2009      | SBS          | Family Outing Mùa 1                 | 64-65   | Khách mời        | |
| 2010      | SBS          | Haha Mong Show                      | 1       | Khách mời        | Daesung |
| 2010      | KBS          | 1 Night 2 Days                      |         | Khách mời        | Big Bang |
| 2010      | MBC          | Enjoy Today                         |         | Dẫn chương trình | Jung Joon Ho, Jung Hyung Don, Kim Hyun Chul, Shin Hyun Joon, Leeteuk, Gong Hyung Jin, Seo Ji Seok                                                                                                |
| 2011      | SBS          | Night After Night                   |         | Khách mời        | Hwang Kwanghee, Lizzy, WooHyuk |
| 2011      | SBS          | Running Man                         | 30      | Khách mời        | |
| 2011      | SBS          | King of Idols                       |         | Khách mời        | Nichkhun-Chansung (2PM), Onew-Minho (SHINee), Donghae-Eunhyuk (Super Junior), Hara-Seunghyun (KARA), Uee-Lizzy (After School), Krystal-Victoria (f(x)), HyunA (4minute), 2AM, SISTAR, và Jungmin |
| 2011      | MBC          | Infinite Challenge                  | 248-249 | Khách mời        | Big Bang |
| 2011      | Mnet         | Beatles Code                        |         | Khách mời        | Daesung |
| 2012      | SBS          | Healing Camp, Aren't You Happy      | 31      | Khách mời        | Big Bang |
| 2012      | SBS          | Running Man                         | 84-85   | Khách mời        | Big Bang |
| 2012      | SBS          | Go Show                             | 3       | Khách mời        | Big Bang |
| 2012-2013 | Space Shower | Space Shower Area Japan             |         | Khách mời        | Daesung |
| 2013      | SBS          | Running Man                         | 163     | Khách mời        | G-Dragon và Daesung |
| 2014      | SBS          | Running Man                         | 190     | Khách mời        | Các diễn viên phim Angel Eyes |
| 2015      | KBS          | Happy Together                      | 398     | Khách mời        | Big Bang |
| 2015      | SBS          | Running Man                         | 250     | Khách mời        | Big Bang |
| 2018      | JTBC         | Idol Room                           | 12      | Khách mời        | |
| 2018      | KBS 2FM      | Volume Up                           |         | Khách mời        | |
| 2018      | SBS          | Cultwo Show                         |         | Khách mời        | |
| 2018      | MBC          | King of Mask Singer                 |         | Thí sinh         | |
| 2018      | TvN          | Salty Tour                          |         | Khách mời        | |
| 2018      | JTBC         | Please Take Care of My Refrigerator |         | Khách mời        | MAMAMOO Hwasa |

### Phim truyền hình
| Công chiếu | Quốc gia | Kênh | Tên                                                                 | Vai                                  | Vai trò       |
| ---------- | -------- | ---- | ------------------------------------------------------------------- | ------------------------------------ | ------------- |
| 09/2010    | Hàn Quốc |      | Haru: An Unforgettable Day in Korea                                 | Seungri                              | Vai khách mời |
| 11/2011    | Hàn Quốc | MBC  | Ánh sáng và bóng tối                                                | Thực tập sinh Ahn Jae-soo (Tập 9-10) | Vai khách mời |
| 01/2013    | Nhật Bản | NTV  | Kindaichi Shonen no Jikenbo: Hong Kong Kowloon Zaiho Satsujin Jiken | Nghi phạm Kim Yong Dong              | Vai phụ       |
| 12/2013    | Nhật Bản |      | Yubikoi - Kimi ni Okuru Message                                     | Du học sinh Hàn Quốc Han Seung-ho    | Vai chính     |
| 04/2014    | Hàn Quốc | SBS  | Đôi mắt thiên thần                                                  | Nhân viên cứu hộ Teddy Seo           | Vai phụ       |
| 04/2016    | Nhật Bản | NTV  | HiGH&LOW Season 2                                                   | Con trai trùm xã hội đen Lee         | Vai phụ       |

### Phim điện ảnh
| Công chiếu | Quốc gia   | Tên                           | Vai                               | Vai trò   |
| ---------- | ---------- | ----------------------------- | --------------------------------- | --------- |
| 04/2009    | Hàn Quốc   | Why Did You Come to My House? | Tình đầu của nữ chính Park Ji-min | Vai phụ   |
| 11/2009    | Hàn Quốc   | Nineteen (19)                 | Nghi phạm Park Min-seo            | Vai chính |
| 30/06/2016 | Hàn Quốc   | BIGBANG MADE: The Movie       | Seungri                           | BIGBANG   |
| 07/2016    | Nhật Bản   | HiGH&LOW: The Movie           | Con trai trùm xã hội đen Lee      | Vai phụ   |
| 03/2018    | Trung Quốc | Love only                     | Giám đốc Marketing Winston        | Vai chính |

## Concert
| Năm  | Tên                                            | Ngày            | Thành phố | Quốc gia | Địa điểm                               |
| ---- | ---------------------------------------------- | --------------- | --------- | -------- | -------------------------------------- |
| 2018 | SEUNGRI 2018 1st SOLO TOUR 'THE GREAT SEUNGRI' | 4 - 5 tháng 8   | Seoul     | Hàn Quốc | Jang Chung Gymnasium                   |
| 2018 | SEUNGRI 2018 1st SOLO TOUR 'THE GREAT SEUNGRI' | 11 - 12 tháng 8 | Chiba     | Nhật Bản | Makuhari Messe                         |
| 2018 | SEUNGRI 2018 1st SOLO TOUR 'THE GREAT SEUNGRI' | 15 tháng 8      | Daegu     | Hàn Quốc | Busan Exhibition and Convention Center |
| 2018 | SEUNGRI 2018 1st SOLO TOUR 'THE GREAT SEUNGRI' | 19 tháng 8      | Busan     | Hàn Quốc | Busan Exhibition and Convention Center |
| 2018 | SEUNGRI 2018 1st SOLO TOUR 'THE GREAT SEUNGRI' | 5 - 9 tháng 9   | Fukuoka   | Nhật Bản | Fukuoka Convention Center              |
| 2018 | SEUNGRI 2018 1st SOLO TOUR 'THE GREAT SEUNGRI' | 19 - 20 tháng 9 | Osaka     | Nhật Bản | Osaka-jō Hall                          |

## Người mẫu tạp chí
| Năm  | Tên                   | Số phát hành            |
| ---- | --------------------- | ----------------------- |
| 2018 | Harper's BAZAAR Korea | Tháng 8                 |
| 2018 | HIGH CUT              | 19 tháng 7 - 15 tháng 8 |
| 2018 | Arena Homme+          | Tháng 11                |

## Giải thưởng và đề cử
| Năm  | Giải thưởng             | Hạng mục                           | Đề cử cho         | Kết quả |
| ---- | ----------------------- | ---------------------------------- | ----------------- | ------- |
| 2013 | Mnet Asian Music Awards | Best Dance Performance - Male Solo | "Gotta Talk To U" | Đề cử   |

### SBSInkigayo
| Năm  | Ngày       | Bài hát         |
| ---- | ---------- | --------------- |
| 2009 | 22 tháng 1 | "Strong Baby"   |
| 2009 | 5 tháng 2  | "Strong Baby"   |
| 2009 | 19 tháng 2 | "Strong Baby"   |
| 2011 | 6 tháng 2  | "What Can I Do" |
| 2011 | 13 tháng 2 | "What Can I Do" |

### MnetM! Countdown
| Năm  | Ngày       | Bài hát         |
| ---- | ---------- | --------------- |
| 2009 | 22 tháng 1 | "Strong Baby"   |
| 2009 | 5 tháng 2  | "Strong Baby"   |
| 2009 | 19 tháng 2 | "Strong Baby"   |
| 2009 | 26 tháng 2 | "Strong Baby"   |
| 2011 | 27 tháng 1 | "V.V.I.P"       |
| 2011 | 3 tháng 2  | "What Can I Do" |
| 2011 | 10 tháng 2 | "What Can I Do" |